# Péter Eötvös

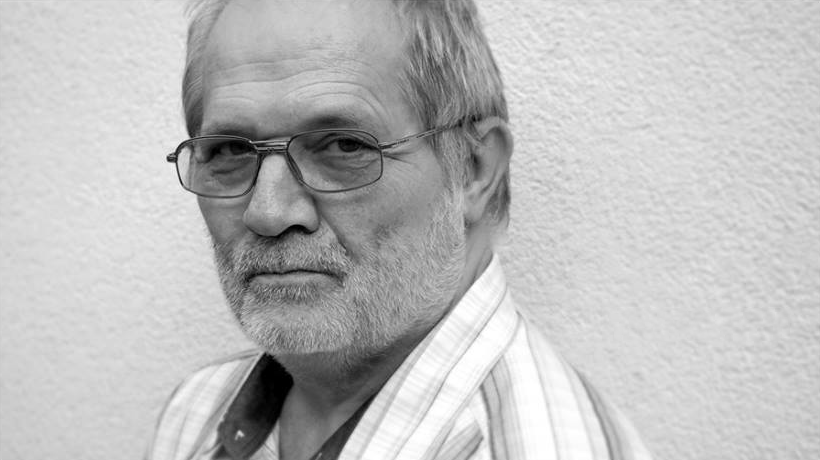
Péter Eötvös.

Péter Eötvös, född 2 januari 1944 i Odorheiu Secuiesc i Harghita i dåvarande Ungern (i nuvarande Rumänien), död 24 mars 2024 i Budapest, var en ungersk kompositör, dirigent och musikpedagog.
Eötvös studerade komposition i Budapest och Köln. På 1960- och 1970-talen verkade han bland annat i Stockhausens ensemble. På 1960-talet skrev han även filmmusik. Han var gästdirigent för BBC Symphony Orchestra 1985–1988 och gästdirigent för Göteborgssymfonikerna 2003–2007. Eötvös var ledamot av Kungliga Musikaliska Akademien.